# Ruth Haas
Pour les articles homonymes, voir Haas.
Ruth Haas est une mathématicienne américaine. Elle est professeure à l'université d'Hawaï à Mānoa et présidente de l'Association for Women in Mathematics pour le mandat 2019-2021.

## Biographie
Ruth Haas obtient son diplôme au Swarthmore College. Elle poursuit ses études à l'université Cornell où elle obtient un master, puis un doctorat en mathématiques en soutenant en 1987 une thèse intitulée Dimension and Bases for Certain Classes of Splines: A Combinatorial and Homological Approach, sous la direction de Louis Joseph Billera,.
Ruth Haas est d'abord professeure de mathématiques et de statistiques au Smith College, où elle met en place le Center for Women in Mathematics et un programme d'études de master dans cette université. Elle est nommée professeure à l'université d'Hawaï à Mānoa en 2017.

## Hommages et distinctions
Elle reçoit le prix Humphreys de l'Association for Women in Mathematics en 2015 pour son mentorat d'étudiantes en mathématiques, puis elle est nommée membre d'honneur dans la classe inaugurale 2018 de cette même association. Elle est présidente de l'Association for Women in Mathematics pour le mandat 2019-2021.